# Matt Winchester
Matt Winchester (né le 21 juillet 1978 à Waukesha), est un catcheur américain qui lutte actuellement à la Ring of Honor.

## Carrière

### Ring of Honor (2015–...)

#### Top Prospect Tournament et Alliance avec Silas Young (2015-...)
Après un match non télévisé en 2013, il débute à la Ring of Honor le 3 janvier 2015 en participant au Top Prospect Tournament 2015 en battant Mikey Webb,, et fut éliminé en demi-finale après une défaite face à Will Ferrara (en).
Il s'allie par la suite avec Silas Young et entame, aux côtés de son nouveau coéquipier, une rivalité avec Dalton Castle, contre qui il perd le 12 septembre en match singulier,. Une semaine plus tard, lui et Silas Young battent The Boys, les ex-serviteurs de Dalton Castle,. Il fait ses débuts en pay-per-view au cours de Glory by Honor XIV le 24 octobre dans un match par équipe où leurs adversaires, The All-Night Express (en) (Kenny King et Rhett Titus), remportent leur match. Le 2 avril 2016, à Supercard of Honor X, ils obtiennent un match de championnat pour les ceintures mondiales par équipe de la ROH détenues par War Machine (Hanson et Raymond Rowe), mais ne parviennent pas à récupérer les titres. Le 9 mai, au cours de War of the Worlds '16, ils perdent contre ACH et Matt Sydal.
Le 12 juin, ils remportent le tournoi Tag Wars 2016 en battant en finale The All-Night Express et les Briscoe Brothers (Jay Briscoe et Mark Briscoe), leur offrant un nouveau match de championnat pour les titres par équipe. Le 25 juin, ils perdent contre les champions en titre The Addiction (Christopher Daniels et Frankie Kazarian).
Durant le mois de septembre, il se blesse pendant un match, l'écartant des rings pendant un mois et annulant des matchs prévus sur le circuit indépendant. Il fait son retour au cours de Glory by Honor XV où il perd contre Punishment Martinez et le vainqueur Donovan Dijak dans un Three Way match, puis le lendemain avec Silas Young contre Motor City Machine Guns (Alex Shelley et Chris Sabin) dans un match par équipe. Le 4 mars 2017, lors de Manhattan Mayhem VI, il participe à une bataille royale de 20 catcheurs, où le vainqueur obtient une opportunité pour le championnat mondial de la ROH, match remporté par Matt Taven. Le 1er avril, au cours de Supercard of Honor XI, lui et Silas Young battent The Kingdom (Matt Taven et Vinny Marseglia). Le 10 mai, lors du deuxième jour de War of the Worlds '17, il participe à un match à sept catcheurs, où le vainqueur obtient un match pour le titre mondial de la télévision de la ROH, match remporté par Cheeseburger (en),. Le 29 juillet, il perd contre Jay Lethal dans un match sans disqualification.

## Palmarès
- Allied Independent Wrestling Federations (AIWF)
  - 1 fois Champion du monde poids-lourd de l'AIWF[1],[4]

- Brew City Wrestling (BCW)
  - 4 fois Champion poids-lourd de la BCW[1],[4]
  - 4 fois Champion par équipe de la BCW[1],[4] - avec Brandon Tatum (1) et Nick Colucci (3)
  - 1 fois Champion Héritage de la BCW[1],[4]

- Insane Championship Wrestling (ICW)
  - 1 fois Champion Centre-Ouest de l'ICW[1],[4]
  - 1 fois Champion par équipe de l'ICW[1],[4] - avec Brandon Blaze

- National Wrestling Alliance (NWA)
  - 2 fois Champion poids-lourd Heartland de la NWA[1],[4]

- Ring of Honor (ROH)
  - Vainqueur du Tag Wars 2016[1] - avec Silas Young

- UPW Pro Wrestling (UPW)
  - 1 fois Champion International de l'UPW

- Wisconsin Pro Wrestling (WPW) / All-Star Championship Wrestling (ACW)
  - 1 fois Champion poids-lourd de l'ACW[1],[4]
  - 1 fois Champion par équipe de l'ACW[1],[4] - avec Nick Colucci
  - 1 fois Champion par équipe de la WPW[1],[4] - avec Nick Colucci (premiers)
  - 1 fois Champion poids-lourd du Wisconsin de la NWA[1],[4]
  - 3 fois Champion par équipe du Wisconsin de la NWA[1],[4] - avec Jose Guerrero (1) et Nick Colucci (2)
  - 1 fois Champion poids-lourd Unleashed de la NWA[1],[4]

- World League Wrestling (WLW)
  - 2 fois Champion par équipe de la WLW[1],[4] - avec Brandon Tatum (1) et Brian Breaker (1)

### Récompenses de magazines
- Pro Wrestling Illustrated

| Année | 2015 | 2016       | 2017 |
| ----- | ---- | ---------- | ---- |
| Rang  | 443  | Non classé | 318  |